# ジェームス・ブロラン
ジェームス・ブロラン（James Brolan、1964年4月7日 - 2006年5月29日）は、ロンドンを拠点としていたCBSの音楽技術者。
北ロンドンのハーリンゲイ・ロンドン特別区、ハロウェイで育ったのち、ハイゲイトのロンドン聖アロイジアス高校に通った。
生前は主にイギリス軍の北アイルランドでの任務の取材などを務めていた。
2006年、イラク戦争での取材中にカメラマンのポール・ダグラスとともに爆撃に遭った。妻と2人の子供を残し、42才で彼はこの世を去った。

| スタブアイコン | サブスタブ | この項目は、まだ閲覧者の調べものの参照としては役立たない、人物に関連した書きかけの項目です。この項目を加筆・訂正などしてくださる協力者を求めています（P:人物伝/PJ:人物伝）。 |